# Richard Holm
Pour les articles homonymes, voir Holm.
Richard Holm (Stuttgart, 3 août 1912 - Munich, 20 juillet 1988) est un ténor allemand.

## Biographie
Richard Holm étudie le chant dans sa ville natale avec Rudolf Ritter, et fait ses débuts en concert à Kiel en 1937, puis se joint à l'Opéra de cette ville, où il se produit jusqu'en 1942. Il chante par la suite à Nuremberg (1942-45) et à Hambourg (1945-48).
En 1948, il se joint à l'Opéra d'État de Bavière à Munich, où il connaitra ses plus grands succès. Il s'affirme comme un grand mozartien, chantant notamment Belmonte, Idamante, Tito, Tamino, mais aussi des rôles tels Serse, Jaquino, David, Duc de Mantoue, Alfredo, Rodolfo, Pinkerton, Cassio, Hans dans La Fiancée vendue, etc. 
Il crée le rôle de Wallerstein dans Die Harmonie der Welt de Paul Hindemith en 1957, et chante Robespierre dans Dantons Tod de Gottfried von Einem et Aschenbach dans Death in Venice de Benjamin Britten. Il s'est aussi illustré dans les opéras d'Albert Lortzing et l'opérette viennoise. 
Richard Holm s'est produit également à l'étranger, notamment à l'Opéra de Vienne, au Festival de Salzbourg, à La Scala de Milan, au Royal Opera House de Londres, au Festival de Glyndebourne, au Metropolitan Opera de New York, etc.
Artiste sensible au chant cultivé, Holm est nommé professeur à la Hochschule für Musik de Munich en 1967.

## Sources
- Roland Mancini & Jean-Jacques Rouveroux, Le guide de l'opéra, Fayard, 1986.  (ISBN 2-213-01563-5).